# Mazuecos
Mazuecos es un municipio y localidad española de la provincia de Guadalajara, en la comunidad autónoma de Castilla-La Mancha. El término tiene una población de 282 habitantes (INE 2024).

## Historia
A mediados del siglo XIX, el lugar contaba con una población censada de 572 habitantes. La localidad aparece descrita en el undécimo volumen del Diccionario geográfico-estadístico-histórico de España y sus posesiones de Ultramar de Pascual Madoz de la siguiente manera:

MAZUECOS: v. con ayunt. en la prov. de Guadalajara (6 leg). part. jud. de Pastrana (3), aud. terr. de Madrid (10), c. g. de Castilla la Nueva, dióc de Toledo (14). sit. en un llano que va declinando suavemente hasta terminar en un barranco; goza de buena ventilacion y clima templado; siendo las enfermedades mas comunes las estacionales y algunas fiebres intermitentes: tiene 160 casas; un edificio que sirve para entrojar los granos del pósito; otro que fue granero del pontifical, propiedad de los canónigos de la catedral de Toledo; una fuente de aguas salobres que no se aprovechan mas que para las caballerías y para la limpieza de las casas, sirviéndose los vec. para beber, de las del r. Tajo que pasa á ¼ de hora de la pobl.; una escuela de instruccion primaria frecuentada por 25 alumnos, á cargo de un maestro dotado con 1,300 rs., otra de niñas cuya maestra percibe 500 rs.; una igl. parr. (Sto. Domingo de Silos) servida por un cura, cuya plaza es de primer ascenso y de provision real previo concurso: térm. confina N. Albares y Mondejar; E. y S. Almoguera y r. Tajo, y O. Drieves; dentro de el se encuentran las ruinas de una ermita dedicada á San Benito , y otra bajo el título de Ntra. Sra. de la Concepcion, que tambien se está arruinando; el terreno participa de llano y montuoso; el primero es fuerte y de buena calidad, el segundo flojo é inferior; se riegan unas 120 fan. que reciben este beneficio de las aguas del Tajo y de las de un arroyo que brota en el térm., al cual se unen las sobrantes de la fuente de que se ha hecho mérito; hay un monte encinar de 650 fan. de cabida. caminos: los que dirigen á los pueblos limítrofes, todos de herradura y en regular estado. correo: se recibe y despacha en la adm. de Fuentidueña de Tajo, por un propio que paga el ayuntamiento. prod.: trigo, cebada, avena, garbanzos, judias, almortas patatas, vino, aceite, cáñamo, hortalizas, y yerbas de pasto con las que se mantiene ganado lanar, mular y asnal; hay caza de liebres, conejos y perdices, y en el Tajo pesca de anguilas y barbos: ind.: la agrícola, tres telares de lienzos ordinarios y algunos otros de los oficios mas indispensables; tres vecinos se dedican á la arriería y trafican en frutas secas. comercio: esportacion del sobrante de frutos, ganado y lana, é importacion de los art. de consumo que faltan. pobl.: 148 vec, 572 alm. cap. prod.: 2.193,333 rs. imp.: 19, 400. contr.: 9,622. presupuesto municipal: 6,000 rs. se cubre con los fondos de propios y arbitrios y reparto vecinal.
(Madoz, 1848, p. 325)

## Demografía
Mazuecos cuenta con una población de 282 habitantes (INE 2024).
| Gráfica de evolución demográfica de Mazuecos entre 1842 y 2021                                                      |
| |
| Población de derecho según los censos de población del INE Población de hecho según los censos de población del INE |

| 438           | 395 | 344 | 359 | 309 | 307 |
| (Fuente: INE) |     |     |     |     |     |

## Fiestas patronales
Las fiestas patronales son el 24 de enero, Ntra. Sra. de la Paz. Fiesta pintoresca declarada de interés turístico regional. La Virgen de la Paz, patrona del municipio va escoltada en su procesión por las calles del pueblo por "La soldadesca", formada por los mozos y mozas que han alcanzado la mayoría de edad, ataviados por el uniforme que rememora  el que llevaban los soldados españoles en la batalla de Lepanto. También se une a esta curiosa comitiva la botarga.